# Claudio Bravo (labdarúgó, 1997)
Claudio Bravo (Lomas de Zamora, 1997. március 13. –) argentin korosztályos válogatott labdarúgó, az amerikai Portland Timbers hátvédje.

## Pályafutása

### Klubcsapatokban
Bravo az argentínai Lomas de Zamora városában született. Az ifjúsági pályafutását a Banfield akadémiájánál kezdte.
2017-ben mutatkozott be a Banfield felnőtt keretében. 2021. január 1-jén hatéves szerződést kötött az észak-amerikai első osztályban szereplő Portland Timbers együttesével. Először a 2021. április 19-ei, Vancouver Whitecaps ellen 1–0-ra megnyert mérkőzésen lépett pályára. Első gólját 2023. május 7-én, az Austin ellen hazai pályán 2–2-es döntetlennel zárult találkozón szerezte meg.

### A válogatottban
Bravo az U23-as korosztályú válogatottban is képviselte Argentínát. Tagja volt a 2020-as tokiói olimpiára küldött nemzeti keretnek is.

## Statisztikák
2023. június 25. szerint
| Klub             | Szezon   | Osztály  | Bajnokság | Bajnokság | Kupa  | Kupa | Nemzetközi | Nemzetközi | Összesen | Összesen |
| Klub             | Szezon   | Osztály  | Meccs     | Gól       | Meccs | Gól  | Meccs      | Gól        | Meccs    | Gól      |
| ---------------- | -------- | -------- | --------- | --------- | ----- | ---- | ---------- | ---------- | -------- | -------- |
| Portland Timbers | 2021     | MLS      | 27        | 0         | 0     | 0    | 4          | 0          | 31       | 0        |
| Portland Timbers | 2022     | MLS      | 26        | 0         | 0     | 0    | —          | —          | 26       | 0        |
| Portland Timbers | 2023     | MLS      | 16        | 1         | 0     | 0    | —          | —          | 16       | 1        |
| Összesen         | Összesen | Összesen | 69        | 1         | 0     | 0    | 4          | 0          | 73       | 1        |